# Attentat de Church Street
L'attentat de Church Street à Pretoria est une attaque à la voiture piégée survenue le 20 mai 1983 dans la capitale sud-africaine et réalisée par Umkhonto we Sizwe, la branche militaire du Congrès national africain (ANC). L'attentat blessa plus de 200 personnes et causa la mort de 19 d'entre elles. Ce fut l’attaque terroriste la plus meurtrière perpétrée dans le cadre de la lutte armée contre l'apartheid. 

## Le lieu et l'heure
L'attentat eut lieu le vendredi 20 mai 1983 à Pretoria, au cœur du pouvoir politique sud-africain, sur Church Street, la voie centrale de la capitale sud-africaine, entre Bosman et Schubart Streets, à quelques mètres de Church Square. La voiture piégée fut garée devant le bâtiment de la Nedbank. La cible était le siège de la South African Air Force (SAAF). 
La bombe était réglée pour se déclencher à l'heure de pointe, soit 16 h 30, la sortie des bureaux. Elle explosa néanmoins dix minutes plus tôt que prévu, causant également la mort de deux terroristes, Freddie Shangwe et Ezekial Maseko, des militants de l'ANC.

## L'attentat
La bombe explosa, causant la mort de 19 personnes, soit 17 hommes (8 noirs, 9 blancs) et 2 femmes selon le rapport de police et blessa 217 personnes.
Selon les statistiques de la police, sept membres de la SAAF avaient été tués. 
Quatre jours plus tard, la SAAF bombarda en représailles des bases de l'ANC à Maputo au Mozambique à la suite de quoi, l'ANC revendiqua l'attentat de Pretoria.

## Commission vérité et réconciliation
Lors des séances de la Commission vérité et réconciliation (Afrique du Sud) en 1997 et 1998, l'ANC révéla que cet attentat terroriste avait été planifié et orchestré par une unité spéciale de Umkhonto we Sizwe (MK), commandée par Aboobaker Ismail. Les activités de cette unité, dont l'attentat de Church street, avaient été autorisées et approuvées par Oliver Tambo, alors président de l'ANC. Il fut aussi révélé l'implication de Joe Slovo, le chef d'état major de MK. 
L'ANC justifia l'attentat par les attaques dont elle avait été victime au Lesotho lors de raids meurtriers de la SAAF contre ses camps en décembre 1982, causant la mort de 42 activistes, et par l'assassinat de Ruth First à Maputo au Mozambique, imputé aux services secrets sud-africains. L'ANC nota lors de sa déposition que 11 des victimes de l'attentat de Church street étaient des personnels employés par SAAF et à ce titre des cibles militaires. Les représentants légaux des victimes de l'attentat objectèrent à cette affirmation, refusant que des téléphonistes et des dactylographes soient qualifiés de cible militaire légitime
Dix agents de MK, dont Aboobaker Ismail, demandèrent l'amnistie non seulement pour l'attentat de Church street mais aussi pour d'autres attaques survenues à cette époque, arguant du fait qu'il s'agissait d'attaque terroriste non disproportionnée et au motif politique. La Commission conclut qu'il ne lui était pas possible de distinguer entre les victimes civiles et les militaires. En se fondant sur les statistiques de la police et les CV des victimes, la commission conclut qu'au moins 84 des blessés étaient des membres ou des employés de SAAF. L'amnistie fut accordée aux commanditaires de l'attentat.
L'archevêque Desmond Tutu, président de la Commission, suggéra à cette occasion des gestes forts de réconciliation de la part des dirigeants des partis politiques pour les atrocités commises par leurs militants et suggéra que Nelson Mandela se rende sur les lieux de l'attentat de Church street, que Frederik de Klerk se rende pour sa part sur les lieux du massacre de Boipatong tout comme les chefs du congrès panafricain d'Azanie sur ceux de l'attentat de l'église St-James au Cap et ceux de l'Inkhata sur les lieux du massacre de KwaMakutha.